# Sylvia Eisenberger
Sylvia Eisenberger (* 1942 in München) ist eine deutsch-österreichische Schauspielerin.
Sie studierte Kunstgeschichte in München und erhielt ihre Schauspielausbildung am Max Reinhardt Seminar in Wien, welche sie 1967 abschloss. Ihr Debüt gab sie am Theater in der Josefstadt Wien in Molières "Gelehrte Frauen".
Sie war von 1969 bis zu dessen Tod mit dem Schauspieler Christian Futterknecht verheiratet.

## Filmografie (Auswahl)
- 1982: Tarabas (Österreich)
- 1990–1993: Die liebe Familie (Fernsehserie, 8 Folgen)
- 1992: Trostgasse 7, Eine Kindheit in Wien (1934–38) (Österreich)
- 1998: Fever
- 2001: Therapie und Praxis (Deutschland)
- 2003: Brüder II (Österreich)
- 2009: Bis an die Grenze
- 2009: Liebe und andere Gefahren
- 2011: Schlawiner (Fernsehserie, 1 Folge)
- 2013: CopStories (Fernsehserie, 2 Folgen)
- 2017: Schnell ermittelt – Gudrun Schatzinger
- 2018: Inga Lindström – Die Braut vom Götakanal
- 2019: Unter Verdacht: Evas letzter Gang
- 2019: SOKO Donau: Gevatter Hein (Fernsehserie)
- 2020: Letzter Wille (Fernsehserie)
- 2020: Ziemlich russische Freunde (Fernsehfilm)
- 2023: Schnee (Fernsehserie)
- 2023: Weihnachtspäckchen ... haben alle zu tragen (Fernsehfilm)